# 34821 Oyetunji
34821 Oyetunji è un asteroide della fascia principale. Scoperto nel 2001, presenta un'orbita caratterizzata da un semiasse maggiore pari a 2,7685187 au e da un'eccentricità di 0,1549538, inclinata di 7,19317° rispetto all'eclittica.